# Детство и молодость Цицерона
Детство и молодость Цицерона — период жизни Марка Туллия Цицерона, включающий в себя его детство и молодость (106 — 76 годы до н. э.).

## Цицерон в Арпине

### Малая родина
Цицерон говорил, что у него две родины: на первом месте Римское государство, которому каждый гражданин должен посвятить всего себя, но не менее дорога ему и та местность, где он родился — городок Арпин (ныне Арпино).
Город Арпин был отбит римлянами у самнитов в 305 году до н. э., в 303 году до н. э. его жителям было даровано частичное право гражданства. В 188 году до н. э. Арпин и два других муниципия получают право голосования дополнительно к праву гражданства.

### Семья Цицерона
Плутарх предполагал, что Марк Туллий Цицерон первым в роду получил прозвище «cicero» (Кикеро), так как форма его носа (широкого и приплюснутого) напоминала горошину нута. Род, принадлежавший к всадникам, происходил из Арпина. Некоторые биографы даже пытались связать его с царём вольсков.
Известно, что дед Цицерона выступал в своём муниципии против замены открытого голосования подачей табличек, которую предложил его шурин Марк Гратидий. Он говаривал, что из его современников величайший негодяй — тот, кто лучше всех знает по-гречески.
Отец Цицерона, по словам оратора, был слаб здоровьем и провёл жизнь в литературных занятиях, он же отстроил усадьбу близ Арпина. Отца в своих сочинениях Цицерон упоминает редко, мать по имени не называет ни разу. Согласно Плутарху, её звали Гельвия.

### Рождение и младенчество
Цицерон считал недостойным философа отмечать дни рождения. Упомянул он этот день лишь однажды, да и то оплакивая его.
Гражданин Римской республики Марк Туллий Цицерон, сын Марка, внук Марка, родился в третий день до январских нон в консульство Квинта Сервилия Цепиона и Гая Атилия Серрана (648 год от основания Города, или 3 января 106 года до н. э.) в усадьбе своего деда около речки Фибрен неподалёку от городка Арпин.
Плутарх пишет, что мать произвела его на свет легко и без страданий, а кормилице явился призрак, возвестивший, что она выкормит великое благо для римлян. Цицерон ни о чём подобном не упоминает.

### Детство

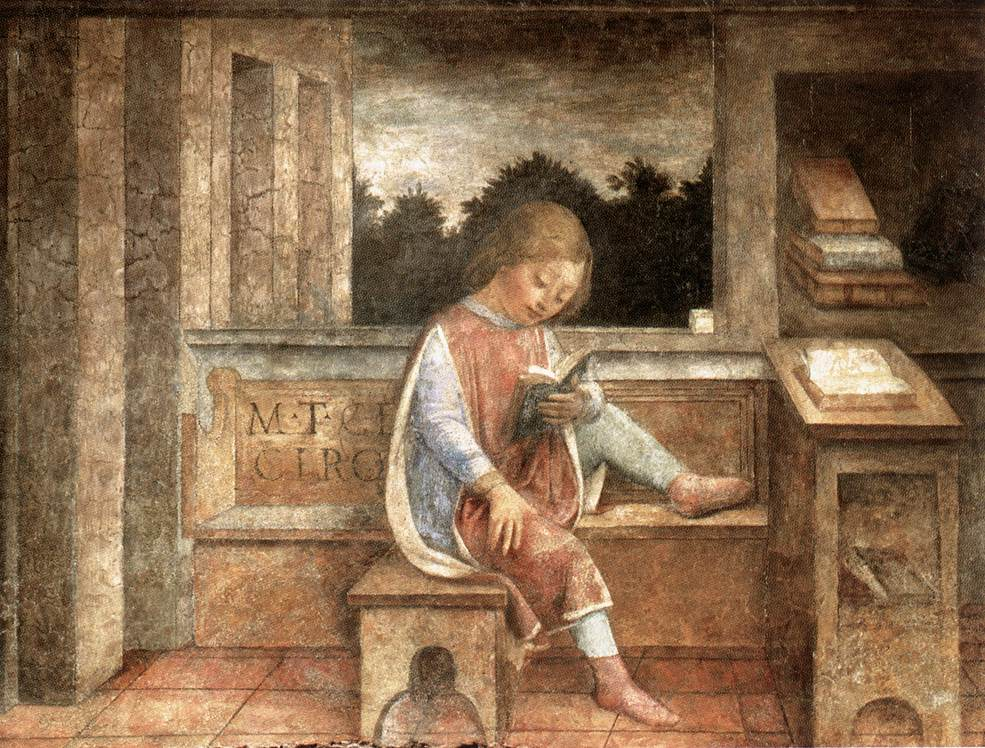
Винченцо Фоппа. Юный Цицерон за книгой

Начальное образование Марк получил в Арпине. Цицерон вспоминал, как выучил наизусть законы XII таблиц. Враги позднее упрекали его, что он вырос в «деревне».
Родственник Цицерона (муж его тёти), всадник Гай Акулеон, пользовался уважением оратора Луция Лициния Красса. Цицерон называет Акулеона человеком тонкого ума, хорошо знающим гражданское право. Его сын, двоюродный брат Цицерона, унаследовал от отца знание гражданского права. Цицерон упоминает, как его дядю Акулеона защищал Красс против Гратидиана (97 год).
В детстве Цицерон и его брат бывали в Риме, где посещали дом Красса. Дом отца Цицерона в Риме находился на западной стороне Эсквилинского холма, в городском квартале Карины.
Плутарх отмечает, что мальчик хорошо учился, что принесло ему славу среди товарищей. Уже в детстве он свободно овладел греческим языком, что позволяло учиться у греческих преподавателей.
Когда грамматик Плоций Галл впервые ввёл преподавание красноречия и на латинском языке, юный Марк собрался учиться у него риторике. Но латинская школа была закрыта по эдикту цензоров 92 года до н. э. Красса и Домиция, что позднее Цицерон одобрял.

## Цицерон в Риме

### Юноша на Форуме
Некоторые процессы второй половины 90-х годов до н. э. Цицерон описывает настолько ярко, что заставляет исследователей предполагать, что он мальчиком сам на них присутствовал. Тем не менее Цицерон прямо об этом не говорит, и мог получить о них сведения несколькими годами спустя. К ним относятся:
- Дело Планка, где Цицерон отметил юмор Красса[24].
- Речь Красса в защиту Цепиона (95 год до н. э.), которую Цицерон называл своей наставницей с детства[25].
- Дело Курия (93 год до н. э.), где Квинт Сцевола и Красс исходили первый — из буквы закона, а второй — из духа[26].
- Последняя речь Красса (91 год до н. э.)[27]. Цицерон вспоминал, как после его смерти вместе с братом Квинтом он зашёл в пустую курию, где ранее выступал Красс, и ему казалось, что он ещё слышит его голос[28].

Позднее Цицерон в речах неоднократно называет имена Красса и Антония рядом как самых известных ораторов своего времени.
Цицерон надел мужскую тогу в апреле 91 или 90 года до н. э.. Он постоянно присутствовал на сходках и судебных заседаниях. Там он познакомился со многими сверстниками, включая Тита Помпония, который всю жизнь оставался его лучшим другом. Среди его товарищей был и Гай Марий младший. Также он посещал дом Луция Элия, оратора и знатока словесности и римской древности, и присутствовал при сочинении им речей.
Цицерон вспоминал, что уже в юности книги и наставления многих людей убедили его в необходимости стремиться к славе и почестям и ради этого презирать все опасности.
Тогда же получил выражение его интерес к поэзии. Он написал небольшую поэму «Главк Понтийский», перевёл с греческого поэму Арата «Явления», а затем взялся за эпос о своём земляке, известном полководце Марии (от двух последних произведений сохранились небольшие отрывки, см. Поэзия Цицерона).

### В армии
Во время союзнической (марсийской) войны юноша служил в войске Суллы. В 89 году до н. э. Цицерон был свидетелем знамения при жертвоприношении, которое предшествовало победе Суллы под Нолой, а также встречи консула Гнея Помпея с военачальником марсов Веттием Скатоном. В армии он пробыл недолго, не больше года, и вернулся в Рим.

### Вновь на Форуме
Цицерон с юности усердно занимался, собираясь стать оратором. Он упражнялся в декламациях по-латыни и по-гречески с Марком Пизоном, Квинтом Помпеем и другими знакомыми. Риторику он изучал у Аполлония Молона с Родоса, чьи лекции слушал в Риме в 87 и 81 годах до н. э.. Тогда же Цицерон взялся за написание большого латинского руководства по риторике, но завершил только две книги, излагавшие учение о нахождении (см. О нахождении).
Гражданское право он изучал у Квинта Муция Сцеволы Авгура начиная с 89 года до н. э..
Когда в 87 году до н. э. Сцевола Авгур умер, Цицерон продолжил изучение права у другого известного юриста Квинта Муция Сцеволы Понтифика вместе с Титом Помпонием. Сцевола Понтифик был не только знатоком права, но и любил рассуждать о честности и доверии.
Тем временем, когда в 87 году до н. э. Марий и Цинна заняли город, в Риме начала литься кровь граждан. Знаменитый оратор Марк Антоний был убит по приказу Мария, его отрубленная голова была выставлена на рострах форума.

### Учителя философии
Первым философом, с которым познакомился Цицерон, был эпикуреец Федр, учение которого юноша сначала высоко ценил, но несколько позже, познакомившись с другими системами, перестал ценить как философа, оставаясь лично к нему расположенным. На Помпония Федр и его философия произвела бо́льшее впечатление.
Академик Филон из Лариссы прибыл в Рим в 88 году до н. э., и Цицерон «целиком вверился ему, движимый необыкновенной любовью к философии». Позже Цицерон причислял себя именно к платоникам.
Со стоиком Диодотом он упражнялся в диалектике и под его руководством изучал «все науки», в частности, занимался астрономией.

### Театр
Цицерон очень любил театр, особенно восторгаясь игрой актёра Росция. В своих сочинениях он неоднократно цитирует римских драматургов. Он был знаком со старым трагическим поэтом Акцием, а выступать перед публикой учился у комического актёра Росция и трагика Эзопа.

### Установление диктатуры Суллы
В начале 82 года до н. э. учитель Цицерона великий понтифик Муций Сцевола был убит марианцами у храма Весты. Перед этим Муций говорил ученикам, что предвидит свою смерть, но предпочитает её приходу с оружием под стены отечества. Об «участи Муция» оратор размышлял в своих письмах 49 года до н. э..
Что делал Цицерон в 82 году до н. э., точно неизвестно, хотя он упоминает, что поддержал сторону Суллы. Вероятно, ужасы и кровопролития гражданской войны произвели сильное впечатление на него.
Сам Цицерон говорил, что в молодости решил быть только защитником, а не обвинителем. В те времена, когда многие делали себе состояния на проскрипциях, Цицерон заявлял: «велик в глазах моих тот, кто достиг вершин собственной доблестью, а не взобрался туда по бедам и горестям ближнего».

### Первые дела
В 81 году до н. э. Цицерон, обладая уже некоторым опытом, стал впервые браться за гражданские дела и уже несколько раз выступал в суде, но участвовать в первом относительно заметном процессе его уговорил его друг Росций. В этом гражданском деле Цицерон защищал Квинкция, шурина Росция, которому грозило бесчестье за неуплату долга. Цицерон рядом убедительных аргументов обосновал позицию своего клиента, хотя его оппонентом выступал известный оратор Гортензий.
В 80 году до н. э. молодой оратор взял на себя защиту Секста Росция, ложно обвинённого в отцеубийстве, когда другие ораторы, боясь того, что обвинителей поддерживал влиятельный вольноотпущенник Суллы Хрисогон, не решились выступить в суде. Росций был оправдан, а смелое выступление положило начало известности Цицерона.
Он часто выступал на форуме, тщательно готовя свои речи. Известно, что одна из ранних речей Цицерона была произнесена в защиту гражданских прав некоей арретинки в суде децемвиров и также могла рассматриваться как вызов политике Суллы.

## Цицерон в Греции

### Поездка
Цицерон сам говорил позднее, что был худ и слаб желудком, и для поправки здоровья в 79 году до н. э. поехал в Грецию в Афины, куда ранее отправился его друг Помпоний. Плутарх же считает, что упоминание о слабости здоровья было лишь поводом, на деле же Цицерон страшился гнева Суллы, который не простил ему защиту Росция. Это мнение обычно принимают и современные биографы.
Беглые упоминания самого Цицерона не позволяют с точностью установить весь его маршрут, хотя больше всего времени он провёл вначале в Афинах и в конце поездки на Родосе.
В частности, Цицерон вспоминал, что, когда он приехал вместе с Пизоном в Метапонт, то посетил дом Пифагора. В Пелопоннесе он видел стариков-коринфян, некогда ставших рабами после разрушения их города, но больше его взволновал вид разрушенных стен самого города Коринфа. Цицерон посетил и Спарту, где наблюдал за воспитанием лакедемонских юношей и за тем, как безжалостно они дерутся друг с другом.
Плутарх утверждает, что Цицерон даже обращался к Дельфийскому оракулу. Впрочем, сам Цицерон упоминает этот оракул в прошедшем времени.

### Афины
В Афинах Цицерон шесть месяцев слушал лекции платоника Антиоха Аскалонского, который читал лекции в Птолемеевом гимнасии, вместе со своими друзьями Титом Помпонием Аттиком и Марком Пизоном, младшим братом Квинтом и двоюродным братом Луцием. Позднее Цицерон изобразил афинский кружок в пятой книге своего диалога «О пределах блага и зла». Оратор отмечал, что к его времени афинские граждане были безразличны к наукам, а ими занимались только чужеземцы.
Хотя Цицерон позднее вспоминал, что в гимнасии охотнее слушают диск, чем философа, но сам он внимательно следил за речами Антиоха, которого называл самым тонким и проницательным из философов и позднее посвятил разногласиям между Антиохом и Филоном диалог «Учение академиков».
Кроме того, по совету Филона, рекомендовавшего изучать и противоположную школу для лучшего её опровержения, он слушал и «корифея эпикурейцев» Зенона Сидонского, который жаловался на непонимание современниками учения Эпикура и бранил стоиков и академиков.
Параллельно с лекциями по философии он упражнялся в риторике у Деметрия Сира.
После Афин Цицерон объехал Малую Азию, посещая знаменитых ораторов (Цицерон выделяет Мениппа Стратоникейского, а также называет Дионисия Магнета, Эсхила Книдского, Ксенокла Адрамиттийского), после чего отправился на Родос.

### Родос
Из достопримечательностей Родоса Цицерону запомнилась картина с изображением Иалиса. На Родосе Цицерон уже в третий и последний раз обучался риторике у Аполлония Молона, а также слушал лекции Посидония.
Цицерон вспоминал, что Молон умел как указывать недостатки, так и умерять расплывчатое словообилие ученика и «вводить его в берега». Плутарх рассказывает, что когда однажды Цицерон произнёс греческую речь, присутствующие восхваляли его, и лишь Аполлоний был опечален и сказал:

Тебя, Цицерон, я хвалю и твоим искусством восхищаюсь, но мне больно за Грецию, когда я вижу, как единичные наши преимущества и последняя гордость — образованность и красноречие — по твоей вине тоже уходят к римлянам.
Посидоний был крупнейшим философом и историком своего времени, чью систему обозначают как «стоический платонизм». Он показывал ученику изготовленный им небесный глобус (другой небесный глобус, изготовленный Архимедом, Цицерон ранее видел в Риме). Позднее Цицерон считал его не только своим учителем, но и другом, хотя и нередко возражал ему.

## Возвращение
За время пребывания в Греции Цицерон поправил здоровье, туберкулёзный процесс был остановлен. Его голос, «приобретя отделанность, стал приятным для слуха, мощным и, главное, соразмерным телесному его сложению».
Когда умер бывший диктатор Сулла, друзья советовали Цицерону вернуться. Антиох поддержал намерение посвятить себя государственным делам.
Приехав в Рим в 77 году до н. э., Цицерон продолжил занятия греческими и латинскими декламациями, за что нередко подвергался насмешкам со стороны римлян, которые презрительно называли его «гречишкой» и «учёным».
К этому же времени относится женитьба Цицерона на Теренции, девушке из известного римского плебейского рода. В приданое за нее он получил 480 тысяч сестерциев. Писем того времени не сохранилось, так что неизвестно, какие чувства он питал к жене. С. Л. Утченко считает, что союз был заключён по трезвому расчёту, Т. А. Бобровникова же убеждена, что Цицерон был пылко влюблён. Вскоре (5 августа, вероятно, 76 года до н. э.) родилась дочь, которую отец нежно называл Туллиолой.

### Деятельность в суде и избрание квестором
Он возобновил активные выступления в суде и в 76 году до н. э. принял участие в ряде заметных процессов, в ораторском мастерстве ориентируясь на Гортензия. Из речей этого времени сохранилась лишь произнесённая по гражданскому делу в защиту актёра Росция, где Цицерон восхваляет театр.
Когда он искал первой должности, друзья советовали сменить неблагозвучное имя (когномен), но оратор отказался и заявил, что имя Цицерон ещё будет звучать громче, чем какие-то Скавр или Катул. Цицерон был избран квестором на 75 год до н. э., так началась его политическая карьера.